# John Newton (1822-1895)
Pour les articles homonymes, voir Newton et John Newton.
John Newton (né le 25 août 1822 à Norfolk, État de Virginie, et décédé le 1er mai 1895 à New York, État de New York) est un major général de l'Union. Il est enterré dans le cimetière de West Point, État de New York.

## Avant la guerre
John Newton est le fils d'un membre du Congrès le général Thomas Newton et de Margaret Jordan,. Il sort diplômé de West Point en 1842.
Il est breveté second lieutenant et est promu à ce grade le 1er juillet 1842 dans le corps des ingénieurs. Il est alors engagé en tant que professeur assistant en ingénierie à West Point. Il participe à l'édification de fortifications et d'ouvrages le long de l'Atlantique et du golfe du Mexique. En 1848, Il se marie avec Anna M. Starr.
Il est promu premier lieutenant le 16 octobre 1852. Il est promu capitaine le 1er juillet 1856. En 1858, il participe à guerre de l'Utah en tant que chef ingénieur de l'expédition,.

## Guerre de Sécession
John Newton au début de la guerre participe à la construction des défenses de Washington en tant que chef ingénieur du département de Pennsylvanie puis en tant que chef ingénieur du département de la Shenandoah,.
Il est promu commandant le 6 août 1861. Il est nommé brigadier général des volontaires le 23 septembre 1861. Il commande alors une brigade affectée à la défense de Washington.
Il participe à la campagne de la Péninsule. Lors de la bataille de Eltham's Landing, sa brigade est repoussée par les troupes de John Bell Hood. Il se distingue notamment lors de certaines batailles : bataille de West Point, bataille de Gaines's Mill et bataille de Glendale. Il commande une brigade de la campagne du Maryland et notamment lors de la bataille d'Antietam. Il est breveté lieutenant colonel le 17 septembre 1862 pour bravoure et service méritoire de la bataille d'Antietam. 
Il participe aux combats autour de Marye Heights à la bataille de Fredericksburg ce qui lui vaut sa nomination au rang de major général,. Il commande brièvement le VI corps du 25 janvier au 5 février 1865. Il est ainsi nommé major général des volontaires le 30 mars 1863. Il participe à la bataille de Chancellorsville.
Lors de la bataille de Gettysburg, il prend le commandement le I corps de l'armée du Potomac après la mort du général John F. Reynolds pour les deux derniers jours de combat. Il est breveté colonel le 3 juillet 1863 pour bravoure et service méritoire lors de la bataille de Gettysburg. Il est engagé dans la poursuite des forces confédérées à Warrenton et dans la campagne du Rapidan.
Sa nomination au sein du service des volontaires est révoquée le 18 avril 1864 et est de nouveau nommé brigadier général des volontaires à cette même date. Dans ses mémoires, le général David Sloane Stanley écrit : 

« Il était un homme brillant avec un caractère acariâtre et mécontent. Il a été jeté dehors de l'armée du Potomac pour avoir critiqué ses officiers supérieurs et un mauvais caractère généralisé. »

 En mai 1864, il est alors affecté dans le théâtre le Ouest. Il commande la 2nd division du IV corps de l'armée du Cumberland lors de la campagne d'Atlanta sous les ordres du général George Henry Thomas. Après la prise de la ville, il prend le commandement du district de Key West en Floride.
Il est breveté brigadier général le 13 mars 1865 pour bravoure et service méritoire lors de la bataille de Peach Tree Creek  er pendant la campagne d'Atlanta. Le 13 mars 1865, il est aussi breveté major général pour bravoure et service méritoire sur le champ de bataille durant la guerre, et major général des volontaires pour bravoure et service méritoire durant la guerre.

## Après la guerre
John Newton est promu lieutenant colonel dans le corps des ingénieurs le 28 décembre 1865. Il quitte le service actif des volontaires le 31 janvier 1866 et retourne dans le corps des ingénieurs. Il prend alors le commandement des défenses du port de New York où il supervise des projets d'amélioration de la rivière à proximité de la ville et d'Albany : l'élargissement de la rivière Harlem, les améliorations de l'Hudson à partir de Troy jusqu'à New York, le canal entre New Jersey et Staten Island et les ports du lac Champlain. 
Il est promu colonel le 30 juin 1879. Il dirige alors le retrait de roches dangereuses à Hell Gate, situé entre Long Island et East River. Il met au point une solution qui met en œuvre pour la première fois une foreuse à vapeur qui sera utilisée de manière générale par la suite.
Il est nommé brigadier général le 6 mars 1884. Il est nommé chef des ingénieurs en 1884. Il prend se retraite le 27 août 1886. Il accepte d'être nommé délégué aux travaux publics de New York. Il est président de la Panama Railroad Company de 1888 jusqu'à sa mort.